# جيمس موريس
جيمس موريس (بالإنجليزية: James Morris)‏ (1 يناير 1864 بإنجلترا في المملكة المتحدة - ) هو مدرب كرة قدم ولاعب كرة قدم بريطاني (وحمل سابقاً جنسية المملكة المتحدة لبريطانيا العظمى وأيرلندا) في مركز الوسط.

## وصلات خارجية
- جيمس موريس على موقع قاعدة بيانات كرة القدم.إي يو (الإنجليزية)